# Geuteling
Le geuteling est un produit hivernal du terroir traditionnel d’Elst, qui symbolise le caractère des Ardennes flamandes.

## Origine

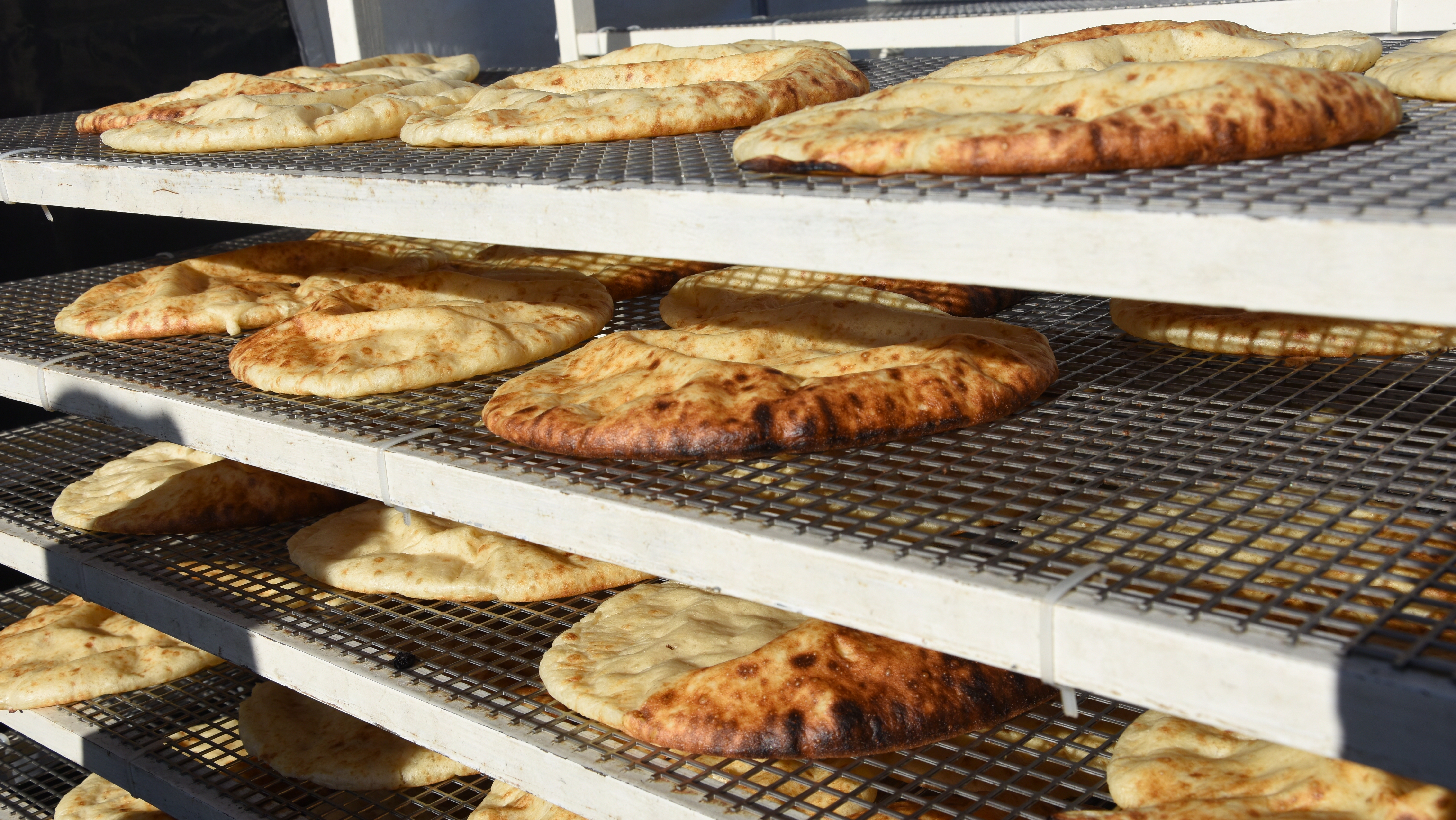
Des geutelingen en train de refroidir, Michelbeke.

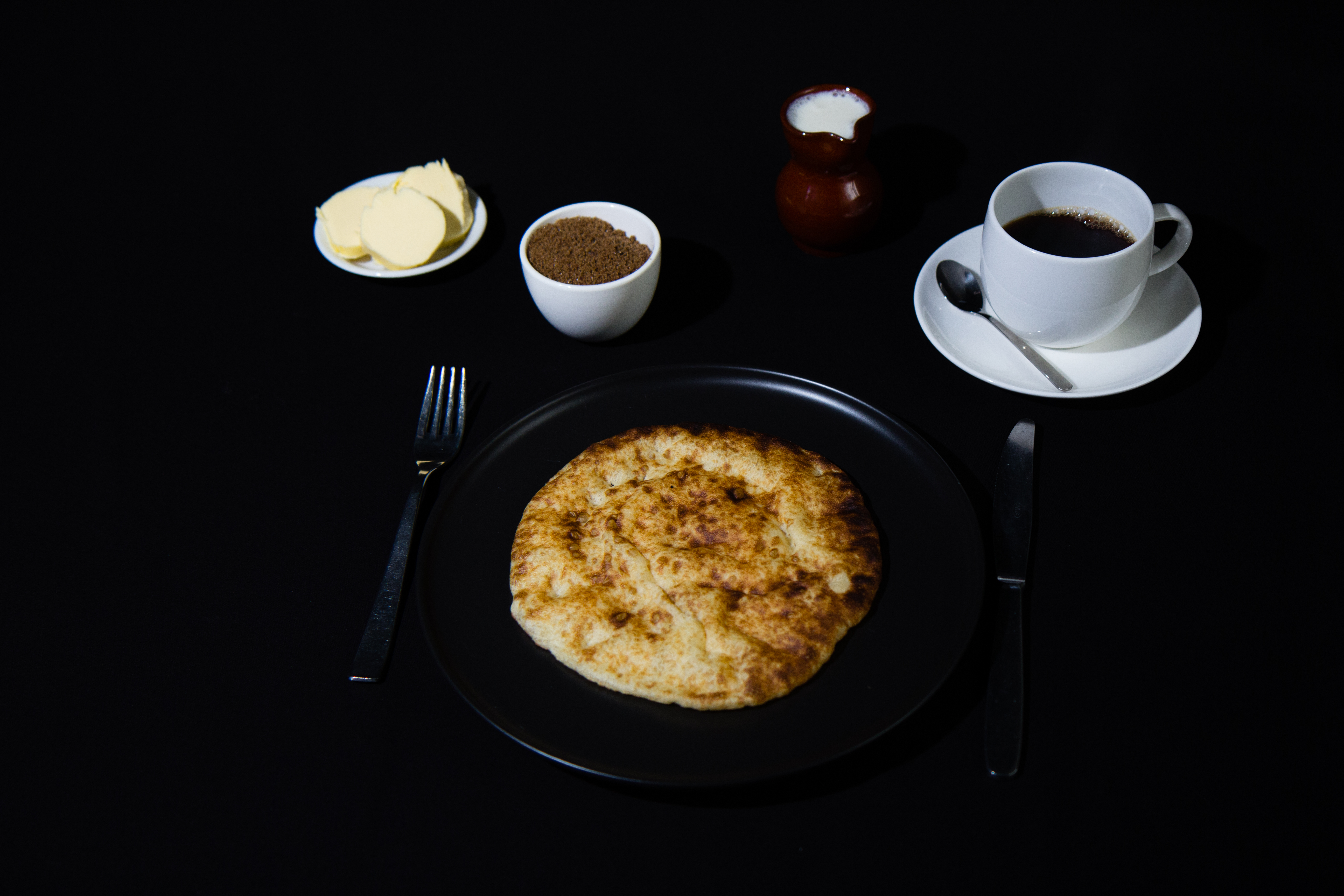
Goûter un geuteling : avec du beurre et de la cassonade.

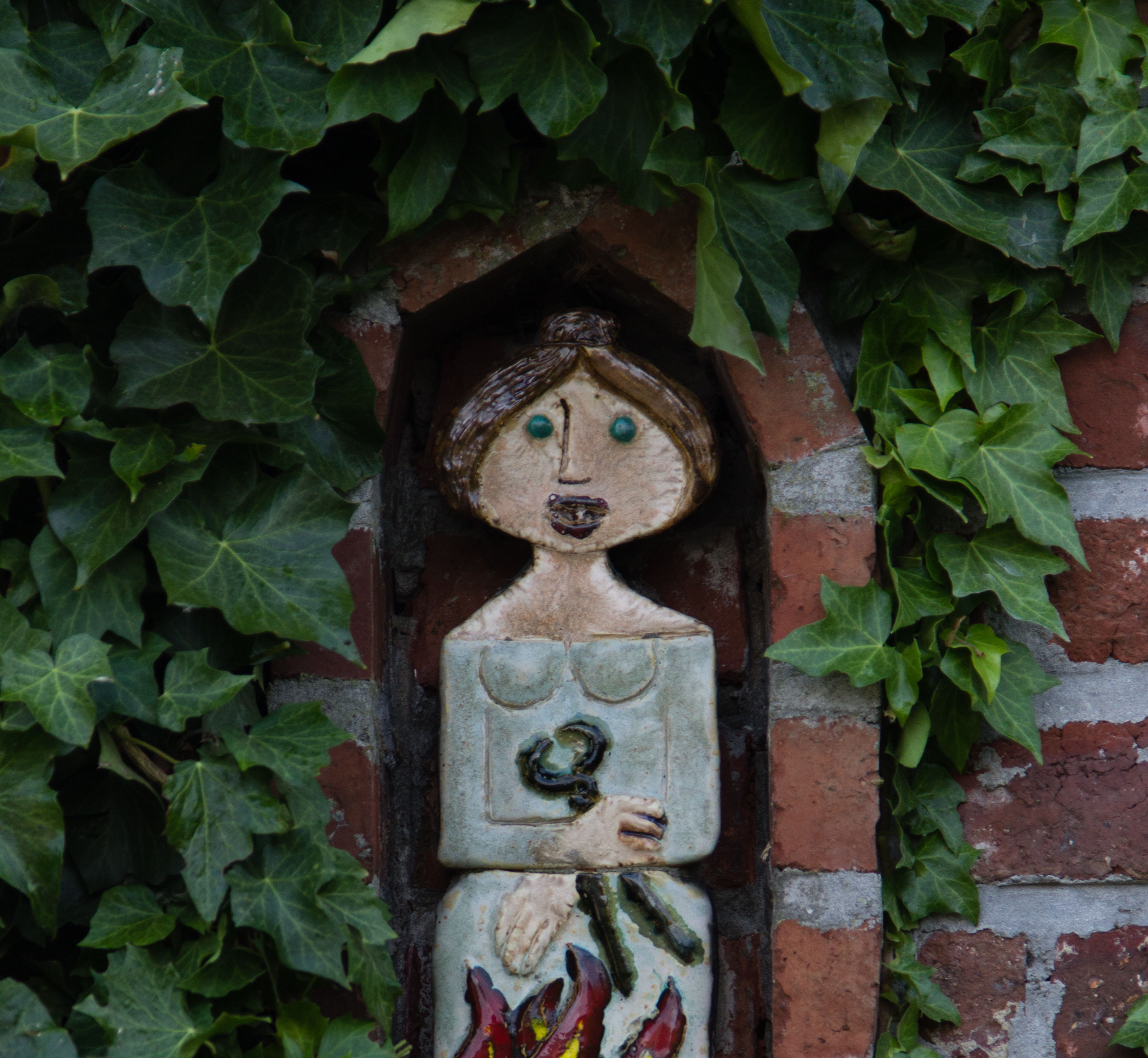
Sainte Apolline (statue créée par le père G. Herregods).

Le geuteling a une origine catholique. Depuis plus un siècle, ce mets est préparé à Elst.
À l’occasion de la fête de Sainte Apolline, le 9 février, les familles apportaient leur pâte au four le plus proche pour verser quelques dizaines de geutelingen. Le week-end suivant, on les réchauffait à la poêle ou dans une casserole pour les déguster en famille. De nos jours, l'origine catholique a presque disparu, sauf le fait qu'on organise des fêtes des geutelings le week-end après la fête de Sainte-Apolline le 9 février.
Elst, entité de Brakel dans la Flandre Orientale, fait la promotion du geuteling dans les Ardennes flamandes et ailleurs. Il est reconnu comme le « village des geutelings ».
Il a été reconnu et labellisé comme produit régional flamand.

## Préparation
Les geutelingen sont préparés avec du lait, de la farine, des œufs, de la levure, un peu de sel et une pincée de cannelle. Ils sont versés sur un carrelage en glaise dans un four brûlant.
Grâce à l'importante chaleur (450°) à l'intérieur du four, le geuteling obtient sa saveur unique et odeur typique.